# Jiřín (Vyskytná nad Jihlavou)
Jiřín (německy Irschings) je vesnice a část obce Vyskytná nad Jihlavou v okrese Jihlava, se kterou byl spojen v období socialismu.

## Název
Název se vyvíjel od varianty Girzymis (1359), Jiřín (1437), Girzin (1486), Giržina (1596), Gierschings (1654), Girsching (1787), Jirsching a Giřín (1843) až k podobám Jiřín a Irschings v roce 1854. České místní jméno Jiřín vzniklo přidáním přivlastňovací přípony -ín k osobnímu jménu Jíra (domácky Jiří), německé pojmenování je fonetické napodobení českého názvu s přidáním přípony -s.

## Historie
První písemná zmínka o vesnici pochází z roku 1359.
Dne 22. července 1911 vypukl požár ve stodole Marie Francové čp. 3 a v následujícím požáru vyhořela následující čísla popisná: 2, 29, 23, 31 a 1 a částečně 4 a 22.

## Přírodní poměry
Jiřín leží v okrese Jihlava v Kraji Vysočina. Nachází se dva kilometry jihozápadně od Hlávkova, čtyři kilometry severozápadně od Vyskytné nad Jihlavou, dva kilometry severně od Ježené a čtyři kilometry východně od Zbilid.Geomorfologicky je oblast součástí Česko-moravské subprovincie, konkrétně Křemešnické vrchoviny a jejího podcelku Humpolecká vrchovina, v jejíž rámci spadá pod geomorfologický okrsek Vyskytenská pahorkatina. Průměrná nadmořská výška činí 585 metrů. Nejvyšší bod, Jiřín (636 m n. m.), stojí severozápadně od vsi. Jižně a východně od Jiřína protéká Jiřínský potok, západní hranici katastru tvoří Maršovský potok. Do severní části katastrálního území zasahuje, podél Jiřínského potoka, přírodní rezervace Rašeliniště pod Trojanem a západně od vsi leží přírodní památka U Šeredů.

## Obyvatelstvo
Podle sčítání 1921 zde žilo v 36 domech 215 obyvatel, z nichž bylo 110 žen. 78 obyvatel se hlásilo k československé národnosti, 135 k německé. Žilo zde 214 římských katolíků a jeden evangelík.
| Rok            | 1869 | 1880 | 1890 | 1900 | 1910 | 1921 | 1930 | 1950 | 1961 | 1970 | 1980 | 1991 | 2001 | 2011 | 2021 |
| -------------- | ---- | ---- | ---- | ---- | ---- | ---- | ---- | ---- | ---- | ---- | ---- | ---- | ---- | ---- | ---- |
| Počet obyvatel | 267  | 262  | 281  | 253  | 249  | 215  | 244  | 187  | 184  | 145  | 133  | 116  | 101  | 144  | 157  |
| Počet domů     | 32   | 37   | 36   | 38   | 37   | 36   | 45   | 41   | 40   | 37   | 32   | 38   | 42   | 53   | 58   |

## Obecní správa
Při sčítání lidu v letech 1869–1991 Jiřín byl samostatnou obcí, se kterým patřil nejprve do okresu Polná, ale v letech 1880–1930 v okrese Německý Brod, v roce 1950 v okrese Jihlava-okolí a v letech 1961–1991 v okrese Jihlava. Od 1. ledna 1992 je částí obce Vyskytná nad Jihlavou v okrese Jihlava.

## Hospodářství a doprava
Sídlí zde firma TZB Vysočina, s.r.o., která se zabývá energetickými úsporami, dále pak Elektric NOVA,spol. s r.o., chov skotu a ovcí, prodejna zemědělských strojů Toman a Zápotočný HOLZINDUSTRIE s.r.o. Jiřínem prochází silnice III. třídy č. 01949 k Ježené. Dopravní obslužnost zajišťuje dopravce ICOM transport. Autobusy jezdí ve směrech Jihlava, Hojkov, Nový Rychnov. Vede tudy žlutě značená turistická trasa z Větrného Jeníkova do Ježené.

## Školství, kultura a sport
Místní děti dojíždějí do základní školy v Dušejově. Působí zde Sbor dobrovolných hasičů Jiřín. V Jiříně se koná festival jiřínské léto a jiřínská zima.

## Pamětihodnosti
- Karasova kaplička v poli za vesnicí
- Kaplička se zvonem uprostřed vesnice
- 3 smírčí kříže
- několik křížů u cest

## Galerie

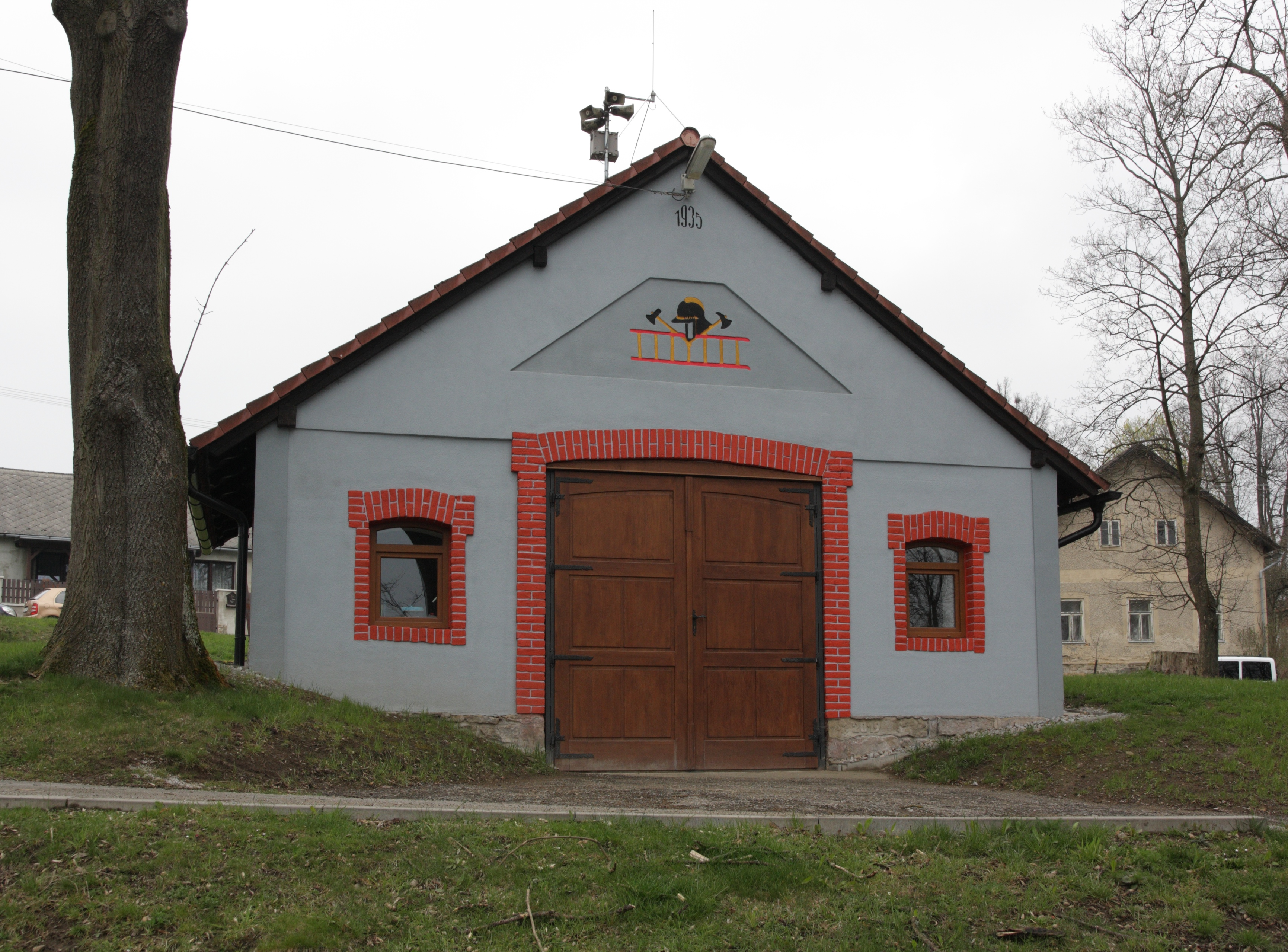
hasičská zbrojnice
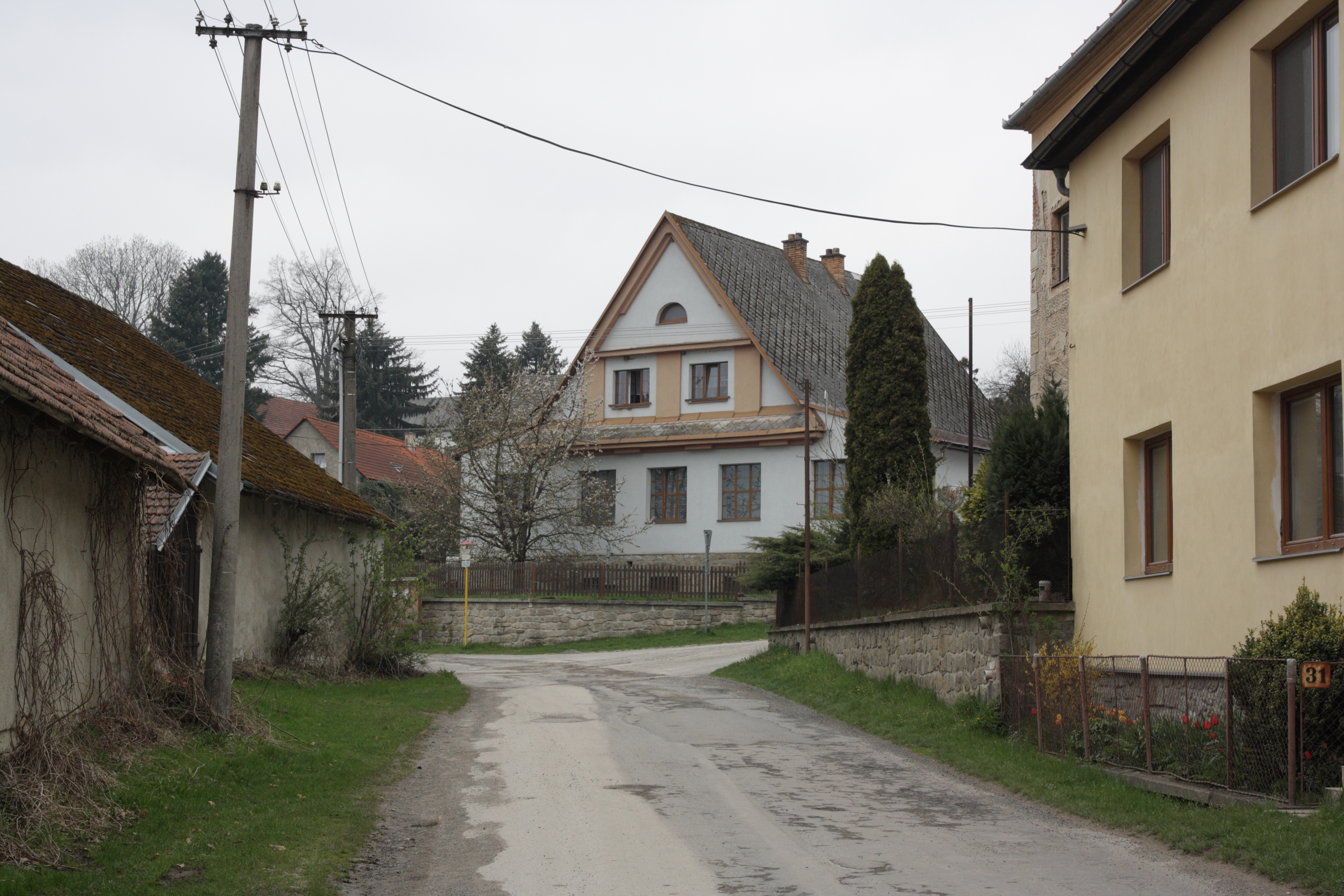
hospoda čp. 41
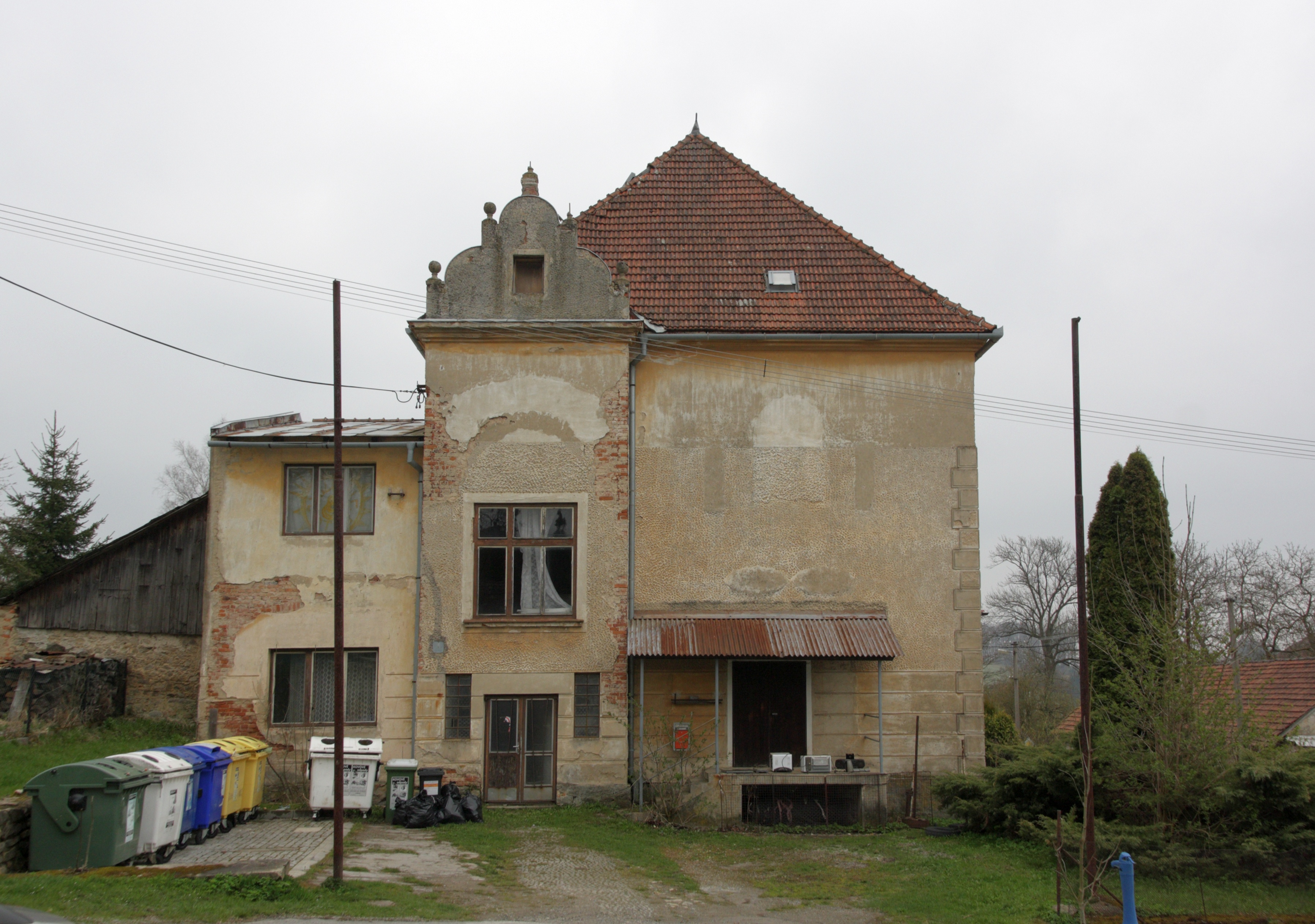
dům čp. 1
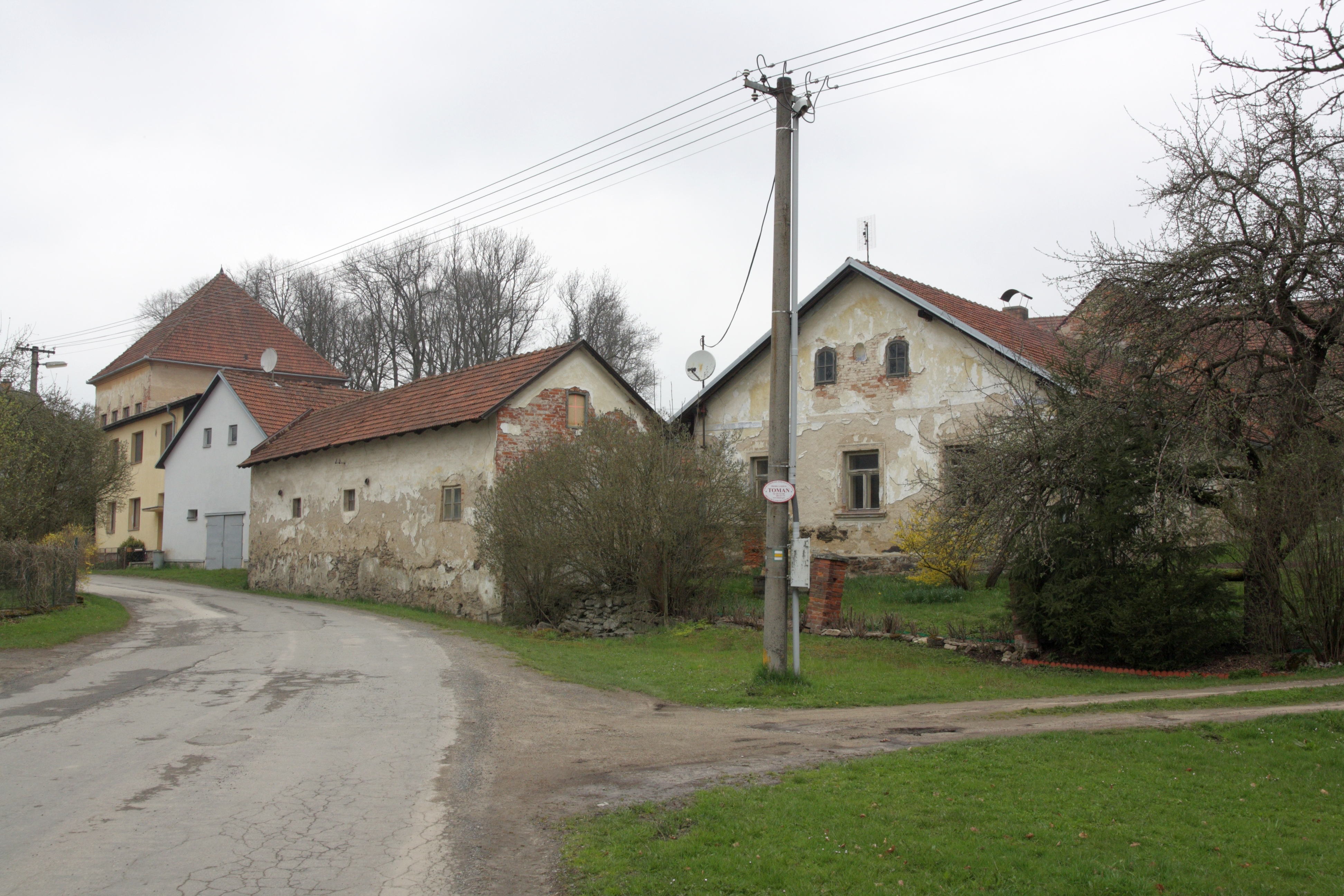
usedlost čp. 29
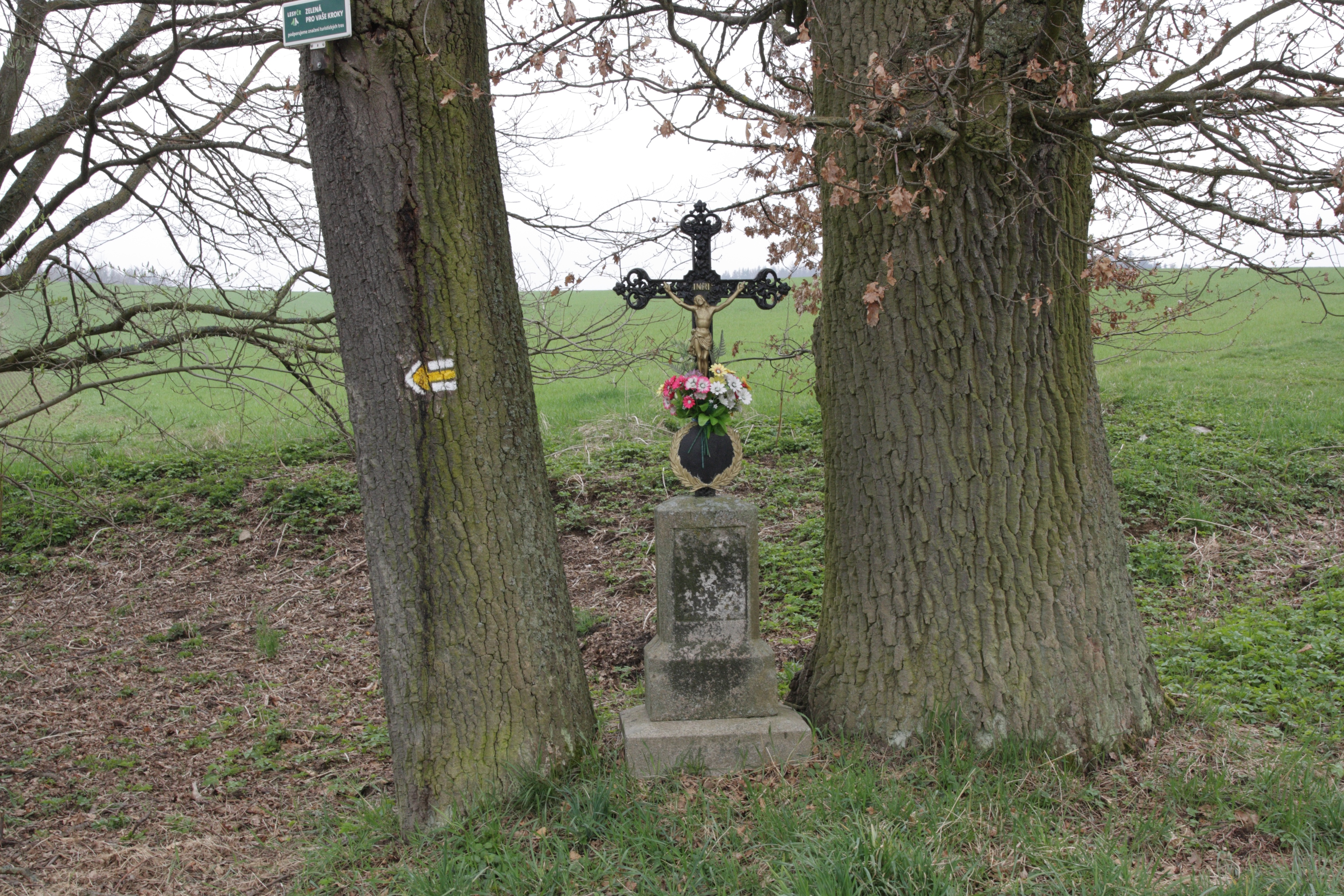
západní konec, kříž u rozcestí